# Caashacado
Caashacado (ook: Acha‘addo, Asha Addo, Caasha Caddo, Aasha Caddo, Achacaddo) is een dorp in het noorden van het District Zeila, regio Awdal, in de niet-erkende staat Somaliland (en dus formeel nog steeds gelegen in Somalië).
Caashacado ligt ca. 20 km ten zuiden van de districtshoofdstad Zeila aan een onverharde weg naar Ceel Gaal en Gerisa; het dorp ligt gesplitst in twee delen aan weerszijden van een gelijknamige wadi (een meestal droog rivierbed). In die rivierbedding worden in het droge seizoen waterputten gegraven.

In en rond Caashacado liggen vier terreinen waarvan bekend is of vermoed wordt dat er antipersoneelsmijnen liggen.
Klimaat: Caashacado heeft een woestijnklimaat. De gemiddelde jaartemperatuur is 30 °C. Juli is de warmste maand, gemiddeld 35,8 °C; januari is het koelste, gemiddeld 25,2 °C. De jaarlijkse regenval bedraagt ca. 82 mm (ter vergelijking: in Nederland ca. 800 mm). Er is geen sprake van een regenseizoen en een droog seizoen; er valt het hele jaar weinig neerslag; nooit meer dan max. ± 12 mm per maand (april, november).